# ゴルドーナ
ゴルドーナ（伊: Gordona）は、イタリア共和国ロンバルディア州ソンドリオ県にある、人口約1,900人の基礎自治体（コムーネ）。

## 地理

### 位置・広がり
ソンドリオ県北西部、ヴァルキアヴェンナに位置するコムーネ。キアヴェンナから南西へ4km、県都ソンドリオから西北西へ41km、州都ミラノから北へ93kmの距離にある。

#### 隣接コムーネ
隣接するコムーネは以下の通り。COはコモ県所属。CHはスイス領で、CH-GRはグラウビュンデン州所属を示す。
- Cama (CH-GR)
- Grono (Verdabbio, CH-GR)
- リーヴォ (CO)
- Lostallo (CH-GR)
- メーゼ
- プラータ・カンポルタッチョ
- サモーラコ
- サン・ジャーコモ・フィリッポ
- Soazza (CH-GR)

### 地震分類
イタリアの地震リスク階級 (it) では、4 に分類される
。

## 歴史
2015年に、隣接していたコムーネ・メナローラを編入した。

## 行政

### 山岳部共同体
広域行政組織である山岳部共同体「ヴァルキアヴェンナ山岳部共同体」 (it:Comunità montana della Valchiavenna) （事務所所在地: キアヴェンナ）を構成するコムーネの一つである。

### 分離集落
ゴルドーナには、以下の分離集落（フラツィオーネ）がある。
- Barzena, Bedolina, Bodengo, Bruciata, Cermine, Coloredo, Corte Terza, Menarola, Monte Garzelli, Prato Pinceè